# Зимитиці (селище)
Зіміті́ци  — селище в Волосовському муніципальному районі Ленінградської області, адміністративний центр Зімітіцького сільсікого поселення.
Селище розташоване в північній частині району за 24 км на північний захід від Волосово. В Зімітіцах є як багатоповерхові будинки, так і приватний сектор.

## Історія
Селище засноване в 1884 році, коли в ці місця прибула велика група естонських переселенців. Естонці походили з волості Колга кіхельконда Куусалу Ревельського повіту Естляндської губернії. Переселенці купили у місцевого поміщика генерал-майора фон Блока 3 тисячі десятин землі за 50 тис. рублів, і заснували на придбаній землі два селища — Зімітіци та Голятіци. Таким чином, окрім старовинного села Зімітіци (вперше згадується в 1500 році), з'явилось і однойменне селище (так же й було і в Голятіцах). Тільки невелика частина естонців оселилась в селі Зімітіци, і остання включно до радянських часів залишалась естонською по національному складу. Таким чином, сформувалась одна з найбільших в Санкт-Петербургській губернії естонських колоній. За даними Ю.Меомуттеля, до кінця XIX ст. в колонії (тобто не тільки в Зімітіцах, але і в Голятіцах) нараховувалось 74 сім'ї естонських поселенців. До 1918, за даними А. Ниголя, сімей було 80, у них проживало 660 естонців.
За даними перепису 1926 року в Зімітіцах було 154 двори з населенням 572 чол., у тому числі естонців — 151 двір 561 чол.(98 %), росіян — 2 двори, 8 чол., фінів — 1 дв., 3 чол. Наявність такого чисельного естонського населення стало передумовою надання в кінці 20-х рр. Зімітіцкій сільраді статусу національного естонського. Національна сільрада проіснувала до 1939, коли вона була скасована поруч з іншими аналогічними адміністративно-територіальними одиницями Ленінградської області (рішення Леноблвиконкому від 14.04.1939). Зімітіци ввійшли в склад Ільєшської сільради. До того часу населення селища також відчутно зменшилось — за даними перепису 1939 р. в селищі проживало тільки 414 чол.
Селище значно постраждало під час Німецько-радянської війни, його населення навіть до 1952 р. становило всього 102 чол. Дальша динаміка чисельності населення виглядала так (на 1 січня):
- 1960 — 207 чол.
- 1961 — 237
- 1962 — 222
- 1963 — 285
- 1966 — 257
- 1967 — 257
- 1968 — 268
- 1969 — 270
- 1970 — 321
- 1971 — 328
- 1972 — 548
- 1973 — 779
- 1974 — 703
- 1975 — 838
- 1997 — 1400
- 2002 — 1420 (поточний облік)
- 2002 — 1401 (перепис 07.10.2002)
- 2007 — 1446

Таким чином, стрімкий ріст населення селища починається на межі 1960-х і 1970-х рр.

## Транспорт
Селище розташоване на автодорозі М11(E20)«Нарва».
Здійснюється автобусне сполучення по приміським маршрутам
- № 69 Кінгісепп — Бегуніци
- № 69А Кінгісепп — Зімітіци
- № 487 Санкт-Петербург — Зімітіци
- Розклад руху автобусів і потягів по трасі Санкт-Петербург - Зімітіци -Івангород [Архівовано 11 липня 2009 у Wayback Machine.]

За 15,8 км на південь від селища знаходиться пункт зупинки Овінцево залізниці Мга — Івангород, по якій здійснюється приміське сполучення.